# Харьковский автовокзал
Харьковский автовокзал (Автостанция № 1) — центральная автостанция Харькова. Находится в Основянском районе на проспекте Аэрокосмическом, рядом со станцией метро «Левада» и железнодорожной станцией «Харьков-Левада».

## История
До 1957 года междугородние автобусы отправлялись из Харькова с площади Тевелева (сейчас — площадь Конституции). Однако расположение вокзала в самом центре города было неудобным. Поэтому 24 марта 1954 года Харьковским горисполкомом было принято решение № 318 о выделении участка земли по Змиевской улице (старое название проспекта Аэрокосмического), таким образом включив строительство автовокзала в план реконструкции будущего проспекта.
Автовокзал был открыт в 1958 году на Змиевской улице между Площадью Героев Небесной сотни (тогда Руднёва) и перекрёстком с улицей Молочной (тогда Кирова). Автором проекта стал архитектор А. Г. Крыкин. Вокзал представляет собой трёхэтажное здание, построенное с использованием классических архитектурных форм. Фасад — вогнутый дугообразный — разделён пилястрами на три пролёта. Оконные проёмы между пилястрами выполнены в виде арок. За вокзалом находятся посадочные платформы.
В 1975 году количество маршрутов, проходящих через автовокзал, превысило проектировочное. Стала очевидной необходимость постройки нового здания. С конца 1980-х предлагалось несколько проектов автовокзала, однако, в силу обстоятельств, ни один из них не был реализован.
В 2006—2009 годах на автовокзале была проведена реконструкция — положена тротуарная плитка, обустроены навесы, перенесено ограждение. Здание вокзала отремонтировали, был открыт главный вход.
Перед проведением в Харькове матчей Евро-2012 было принято решение о постройке нового автовокзала в районе аэропорта, что позволо бы уменьшить пассажиропоток на нынешнем вокзале. Проект не был реализован.

## Работа автовокзала
Автовокзал обслуживает автобусы международных, межобластних и внутриобластных маршрутов. Ежедневно с автовокзала отправляется более 160 автобусов. Работает круглосуточно.

## Направления

### Международные
- Западно-европейское (Рига, Варшава);
- Курское (Курск, Старый Оскол, Орёл, Москва);
- Воронежское (Воронеж, Россошь,);
- Ростовское (Ростов-на-Дону, Таганрог, Волгоград);
- Кишиневское (Кишинёв);

### Межобластные
- Полтавское (Полтава, Лубны, Миргород, Сумы, Киев, Канев, Кропивницкий, Кременчуг, Чернигов);
- Днепропетровское (Днепр, Каменское, Кривой Рог, Жёлтые Воды, Марганец, Никополь, Херсон, Каховка, Новая Каховка, Скадовск, Николаев, Одесса);
- Запорожское (Запорожье, Каменка-Днепровская, Кирилловка, Бердянск, Геническ, Судак, Ялта);
- Донецкое (Донецк, Краматорск, Славянск, Торез, Мариуполь);
- Луганское (Луганск, Свердловск, Антрацит, Краснодон, Северодонецк, Красный Луч, Лисичанск, Дебальцево);

### Внутриобласные
- Красноградское;
- Кегичевское;
- Изюмское;
- Балаклеевское;